# برامج الامتثال الضريبي
برامج الامتثال الضريبي هو البرمجيات التي تضمن الامتثال الضريبي لضريبة الدخل، وضريبة الشركات، وضريبة القيمة المضافة، ضريبة خدمة الجمارك، ضريبة المبيعات، ضريبة الانتفاع أو ضرائب أخرى مستخدميها قد يكون مطلوب الدفع.
البرنامج تلقائي بحساب المستخدم الالتزامات الضريبية للحكومة، يحتفظ تعقب من كافة المعاملات )في حالة الضرائب المباشرة(، يحتفظ تعقب من الإعفاءات الضريبية المستحقة، إلخ. يمكن أيضا إنشاء البرنامج أشكال أو تقديم الأوراق اللازمة للامتثال للضرائب. البرنامج سوف تكون محددة مسبق ا معدلات الضرائب، وألواح، ويمكن تخصيص الدخل أو الإيراد في بلاطة الحق نفسه. يهدف البرنامج تزويد المستخدم بطريقة سهلة لحساب دفع ضريبة والتقليل إلى أدنى حد من أي خطأ بشري. برامج الامتثال الضريبي ظلت موجودة في البلدان المتقدمة النمو لفترة طويلة في شكل ضريبة الآلات الحاسبة أساسا للضرائب المباشرة، مثل ضريبة الدخل وضريبة الشركات. تدريجيا بعض البرمجيات الامتثال الضريبي أكثر تعقيد ومخصصة تم تصميم وتطوير المنظمات في جميع أنحاء العالم .
برامج الامتثال الضريبي يمكن تقسيمها إلى فئتين رئيسيتين، برامج الامتثال هي المباشرة والضرائب المباشرة .

## برامج الامتثال الضرائب المباشرة
هي ضريبة مباشرة واحدة تدفع مباشرة للحكومة بالأشخاص )اعتباري أو طبيعي( وفي منهم هو فرض )كثيرا ما يكون مصحوبا عودة الضريبية المقدمة من دافعي الضرائب(. وتشمل الأمثلة على ضريبة الدخل وضريبة الشركات، وضريبة نقل مثل الضرائب العقارية والضرائب هدية. البرامج الأساسية للإيرادات الضريبية في شكل آلة حاسبة ضريبة، والآن تستخدم على نطاق واسع. على سبيل المثال، توفر «حكومة الهند» ضريبة الدخل حاسبة ] 1[ على موقعة على الإنترنت. ضريبة الشركات الامتثال البرمجيات تم أيضا في وجود لسنوات، في أكثر الأحيان داخل الشركة للتمويل والمحاسبة البرمجيات أو الوحدة المالية لنظم تخطيط موارد المؤسسات. تحتوي هذه الأجنحة مرافق للحفاظ على الشركة دفتر الأستاذ العام، وإدارة النقدية، وحسابات الدفع وحسابات القبض والأصول الثابتة جنبا إلى جنب مع بعض الضرائب الأساسية

## برامج الامتثال الضرائب الغير مباشرة
الضرائب الغير مباشرة )مثل ضريبة المبيعات، قيمة إضافة الضرائب )ضريبة القيمة المضافة(، أو ضريبة السلع والخدمات(GST) هي ضريبة تجمعها وسيط )مثل متجر بيع بالتجزئة( من الشخص الذي يتحمل العبء الاقتصادي في نهاية المطاف من الضريبة )مثل العملاء(. الوسيط الملفات لاحق ا عائد الضرائب وتوجيه عائدات الضرائب إلى الحكومة مع العودة. الامتثال للضرائب المباشرة كانت دائم ا أكثر تعقيد ا بكثير بالمقارنة مع الضرائب المباشرة. العديد من البرامج الامتثال الضرائب المباشرة على وحدات منفصلة لضريبة القيمة المضافة وضريبة الخدمة والجمارك إلخ .

### برامج الامتثال ضريبة القيمة المضافة
قيمة الضريبة المضافة (TVA) التشريع لها هيكل مشترك عبر البلدان )أو الدول في حالة الهند(. البرمجيات يجب تخصيصه لكل بلد، ومع ذلك، بسبب الاختلافات في بعض المناطق، مثل التعامل مع الائتمان للسلع الرأسمالية، وبيع البضائع الخردة، ومن جهة ثانية، تنسيقات التقارير الإلزامية وعمليات مراجعة الحسابات .

### برنامج دائرة الضرائب الامتثال
دائرة الضرائب الامتثال البرمجيات غالبا ما تشمل مسك السجلات الائتمانية، عكس رسوم المناولة، والخصم المطالبات فتصدير الخدمات إلى جانب دفع الضرائب وإيداع العائدات .